# Koda Kumi Driving Hit's 2
Albums de Kumi Kōda
Universe
(2010) Dejavu
(2011)
Remix par Kumi Kōda
Koda Kumi Driving Hit's
(2009) Koda Kumi Driving Hit's 3
(2011)
Compilations par Kumi Kōda
Best ~Third Universe~
(2010)
Koda Kumi Driving Hit's 2 est le 2e album remix de Kumi Kōda, sorti sous le label Rhythm Zone le 31 mars 2010 au Japon. Il atteint la 5e place du classement de l'Oricon. Il se vend à 25 127 exemplaires la première semaine, et reste classé pendant 12 semaines, pour un total de 43 032 exemplaires vendus. C'est l'album de Kumi Kōda qui s'est le moins vendu à ce jour.

## Liste des titres
| 1.  | Lick me♥ [Prog5 BIG BASS Remix]                           | 2:47 |
| 2.  | Driving [GROOVE HACKER$ Remix]                            | 3:57 |
| 3.  | ECSTASY [Caramel Pod Remix]                               | 3:51 |
| 4.  | Cutie Honey [MITOMI TOKOTO Remix]                         | 5:41 |
| 5.  | Rain [PLUG in LANGUAGE Remix]                             | 3:40 |
| 6.  | Shake It Up [HOUSE NATION Sunset In Ibiza Remix]          | 5:09 |
| 7.  | No Regret [FUTURE HOUSE UNITED Remix]                     | 3:31 |
| 8.  | Last Angel feat. Tohoshinki [neroDoll Remix]              | 4:14 |
| 9.  | UNIVERSE [Pink Chameleons Remix]                          | 3:57 |
| 10. | You [Floor on the Intelligence Remix]                     | 3:52 |
| 11. | 1000 no Kotoba [Shohei Matsumoto & Junichi Matsuda Remix] | 5:23 |
| 12. | Hands [The Standerd Club Remix]                           | 4:27 |
| 13. | Taisetsu na Kimi e [Ryuzo Remix]                          | 4:46 |
| 14. | Stay with me [World Sketch Remix]                         | 6:15 |
| 15. | Yume no Uta [Sunset In Ibiza Remix]                       | 5:09 |
| 16. | Trust Your Love [Terminal Vox Remix]                      | 2:54 |
| 17. | Love across the ocean [Caramel Pod Remix]                 | 2:56 |